# 東沙里院駅
東沙里院駅（トンサリウォンえき）は、朝鮮民主主義人民共和国黄海北道沙里院市にある朝鮮民主主義人民共和国鉄道省平釜線の駅である。

## 歴史
- 1926年12月1日：新鳳山駅として開業[1]。
- 日時不明：東沙里院駅に改称。

## 隣の駅
朝鮮民主主義人民共和国鉄道省
平釜線
沙里院青年駅 - 東沙里院駅 - 鳳山駅